# Каноат, Мумин
Мумин Каноа́т, (тадж. Мӯъмин Қаноат; 20 мая 1932, Курговад, Калаи-Хумбский район, Горно-Бадахшанская автономная область, Таджикская ССР — 18 мая 2018, Душанбе — таджикский поэт, народный поэт Таджикистана (1991).

## Биография
Мумин Каноат (Каноатов Муъминшо) родился 20 мая 1932 года в кишлаке Курговад Калаи-Хумбского района.
Начальное образование Муминшо получил в своём родном селе Курговад. В 1951 году по одним сведениям окончил среднюю школу в посёлке Гарм, по другим сведениям — Навабадское педагогическое училище. В этом же году поступил в Таджикский Государственный университет им. В .И. Ленина на отделение таджикского языка и литературы историко-филологического факультета. Окончил институт в 1956 году и приглашён на работу в редакцию журнала «Шарки Сурх» (рус. «Красный Восток»; ныне «Садои Шарк» — рус. «Голос Востока»), до 1961 года был заведующим отдела поэзии, затем до 1966 года ответственным секретарём. В 1967—1968 годах работал старшим редактором издательства «Ирфон» (рус. «Просвещение»).
С 1961 года — член Союза писателей Таджикской ССР. С 1968 года занимал должность заместителя председателя Союза писателей Таджикистана. В 1976 году был избран первым секретарём Правления Союза писателей Таджикской ССР. Руководил Союзом до 1991 года и за эти 23 года службы на руководящих должностях внёс весомый вклад в его работу. В частности, были организованы такие мероприятия международного уровня, как празднование 100-летия Садриддина Айни, 1000-летие Абу Али ибн Сины, создание издательства «Адиб», литературной газеты «Адабиёт ва санъат», организация курсов переводчиков при Институте мировой литературы в Москве.
В 1991 году избран член-корреспондентом Академии наук Таджикистана. С 1991—1992 годах работал в качестве директора Института рукописей АН Таджикистана. С 1996 по 2000 год заместитель председателя Движения национального единства и возрождения Таджикистана. С 2001 по 2011 год заместитель председателя Комитета по Государственным премиям Республики Таджикистан им. А. Рудаки.
Умер в Душанбе 18 мая 2018 года после продолжительной болезни. Похоронен на кладбище Лучоб в Душанбе.

### Общественно-политическая деятельность
- Член КПСС с 1962 года[10].
- С 1964 по 1972 год — депутат районного, затем городского совета Душанбе.
- С 1978 по 1991 год — член Комитета по Ленинским и Государственным премиям СССР в области литературы, искусства и архитектуры.
- С 1978 по 1991 год — член президиума Комитета защиты мира СССР.
- С 1978 по 1991 год — член Советского комитета солидарности стран Азии и Африки.
- С 1979 по 1991 год — депутат Совета Национальностей Верховного Совета СССР от Таджикской ССР, член комиссии по народному образованию, науке и культуре и комиссии по иностранным делам; в 1991 году — председатель комиссии по иностранным делам.
- С 1979 по 2002 год — председатель Таджикского республиканского комитета защиты мира[11].
- Член ЦК Компартии Таджикистана[12].
- С 1976 по 1991 год — первый секретарь правления Союза писателей Таджикистана[2]. Также занимал должность секретаря правления Союза писателей СССР[13].
- Был депутатом Верховного  совета  СССР  от ГБАО  1979-1989 годы. Весной 1989 года избран народным депутатом СССР от Гармского территориального избирательного округа № 724 Таджикской ССР, а затем членом Комитета Верховного Совета СССР по международным делам[14].Мумин Каноат был депутатом Верховного Совета кроме того в 1979-1989  г.Он был последный председателом комиссии по международным делам Верховного Совета СССР 1991 года.

### Литературная деятельность
Первые публикации стихов в конце 1940-х годов в Гармской районной газете. С середины 1950-х годов собственные стихи Каноата и его переводы стихов Уильяма Шекспира и Адама Мицкевича печатались в журналах Таджикской ССР. Первый сборник стихов Каноата «Шарора» (рус. «Искры») вышел в свет в 1960 году. Первый сборник его стихов на русском языке вышел в 1964 году под названием «Дороги и крылья».
Это были годы, когда поэт был в поиске своего слова, выходящего за рамки партийного диктата в литературе и искусстве. Он относился к плеяде поэтов-шестидесятников, таких как Евгений Евтушенко, Андрей Вознесенский, Белла Ахмадулина, Олжас Сулейменов, Роберт Рождественский и другие. Одной из главных в творчестве Каноата можно назвать военную тему. Трагедия, через которую прошёл весь советский народ в годы Великой Отечественной войны, и которую он застал в детском возрасте, оставила в памяти будущего поэта неизгладимый след. Повествование подвигов советских солдат и посланников Таджикистана стало литературным мотивом творчества Каноата.
Теме патриотизма и нерушимого братства советского народа посвящена поэма Каноата «Днепровские волны», изданная в 1964 году. Она принесла поэту известность и в 1966 году была удостоена премии Ленинского комсомола Таджикской ССР.
Наиболее значительным произведением Каноата о войне является поэма «Голоса Сталинграда» (впервые опубликована в № 5—6 журнала «Садои Шарк» за 1971 год), которая принадлежит к лучшим поэмам современной персоязычной литературы и воспевает нерушимый дух человека и силу братства, проявленные в обороне Сталинграда. На русском языке она известна в переводе Роберта Рождественского. В ней участвуют как конкретные исторические персонажи (Василий Чуйков, Михаил Паникаха, Ахмад Турдиев, Матвей Путилов), так и неодушевлённые (земля, река), а ещё безымянный немецкий солдат, строки из сталинградского дневника которого приводятся в качестве эпиграфов к главам (Голосам) поэмы. Особую известность поэма имеет в городе Волгограде. Ежегодно главы поэмы декламируют на конкурсе чтецов учащиеся волгоградских школ. Она была переведена на многие языки. В 1977 году за поэмы «Голоса Сталинграда» и «Материнский лик» Мумин Каноат удостоен Государственной премии СССР.
Военной тематике также посвящены такие произведения поэта, как поэма «Китобҳои захмин» («Раненные книги»), «Ситораи Исмат» («Звезда Исмата»), главным персонажем которой является выходец из Таджикистана Герой Советского Союза Исмат Шарипов, монолог «Гули бодом» («Цветок миндаля»).
В 1980 году философская поэма Каноата «Колыбель Авиценны» была удостоена Государственной премии Таджикистана имени Абуабдулло Рудаки. В ней рядом с образом великого мыслителя, поэта, врача проходит вечная тема любви к родному народу, его историческому прошлому.
Перу мастера также принадлежит поэма «Эпос справедливости», повествующая о страшных событиях гражданской войны в Таджикистане. Национальному герою Афганистана Ахмадшаху Масуду поэт посвятил своё последнее крупное произведение «Масъуд-наме» в 2006 году.
Филолог-востоковед Сафар Абдуллаев в своей диссертации даёт такую оценку поэзии Мумина Каноата: «Современная поэма неразрывно связана и вытекает из поэзии прошлого, связана с нею традициями и преемственностью, без которых, как известно, не бывает и новаторства. М.Каноат — верный продолжатель традиций предшествующей литературы, и в то же время он — современный поэт, плоть от плоти нашей эпохи, нашего образа жизни. И потому его творчество мы рассматриваем в контексте многонациональной поэзии 70-х годов, которые являются периодом творческого взлёта поэта, в контексте творческих поисков советской эпической поэзии предыдущих лет».
Стихи и поэмы Мумина Каноата переведены на многие языки народов СССР и других стран.

## Награды, премии и почётные звания
- Орден «Знак Почёта» (1964).
- Лауреат премии Ленинского комсомола Таджикской ССР (1966).
- Медаль «За доблестный труд. В ознаменование 100-летия со дня рождения Владимира Ильича Ленина» (1970).
- Лауреат Государственной премии СССР (1977).
- Медаль «За трудовую доблесть» (1975).
- Лауреат Государственной премии Таджикской ССР имени Рудаки (1980).
- Орден Трудового Красного Знамени (1982)[5].
- Народный поэт Таджикистана (1991)[2].
- Орден «Дӯстӣ» (1999).
- Орден «Звезда Президента Таджикистана» (III степени) (2002)[11].
- Памятный знак «70 лет Победы в Сталинградской Битве 1943—2013» (2013).[источник не указан 1316 дней]
- Почётная грамота Президиума Верховного Совета Таджикской ССР.
- Почётная грамота Президиума Верховного Совета Белорусской ССР.
- Почётный знак ЦК ВЛКСМ «За активное участие в работе комсомола»[5].

## Изданные книги
- Шарора (Искры), Сталинобод, Нашр.дав.тоҷик, 1960;
- Ситораҳои замин (Земные звезды), Душанбе, Нашр.дав.тоҷик, 1963;
- Мавҷҳои Днепр (Днепровские волны), Душанбе, Ирфон, 1964;
- Дороги и крылья: Стихи и поэмы; Пер. с тадж., Душанбе, Ирфон, 1965;
- Достони оташ (Поэма огня), Душанбе, Ирфон, 1967;
- Волны: Стихи и поэма; Пер. с тадж., Москва, Сов. писатель, 1968;
- Корвони нур (Караван света), Душанбе, Ирфон, 1970;
- Сурӯши Сталинград (Голоса Сталинграда), Душанбе, Ирфон, 1973;
- Ману шабҳои бехобӣ (Я и бесонные ночи), Душанбе, Ирфон, 1973;
- Голоса Сталинграда: Стихи и поэмы; Пер. с тадж., Москва, Сов. писатель, 1973;
- Волны Вахша; Перевод Э.Жамишева, Алматы, Жазушы, 1973;
- Голоса Сталинграда; Перевод Роберта Рождественского, Душанбе, Ирфон, 1975;
- Сарҷӯи сабз (Зелёная река): Достонҳо ва шеърҳо, Душанбе, Ирфон, 1975;
- Свет на вершинах: Стихотворения и поэмы; Пер. с тадж., Москва, Худож.лит., 1976;
- Голоса Сталинграда; Материнский лик: Поэмы; Пер. с тадж., Москва; В серии Лауреата Государственной премии СССР; Сов. писатель, 1979;
- Сурӯши Сталинград; Тоҷикистон-исми ман (Голоса Сталинграда; Материнский лик): Достонҳо, Душанбе, Ирфон, 1979;
- Гаҳвораи Сино (Колыбель Авиценны): Достон; Ҳуруфи форсӣ, Душанбе, Ирфон, 1980;
- Голоса Сталингарада; Материнский лик: Поэмы; Перевод с рус. М.Карабаева, Нукус, Каракалпакстан, 1980;
- Голоса Сталингарада: Стихи и поэмы; Перевод с рус., Фрунзе, Кыргызстан, 1980;
- Эътиқодим (Наша правда): Шеърлар, достонлар, Тошкент, Адабиёт ва санъат нашриёти, 1981;
- Осори мунтахаб (Избранное); Дар ду ҷилд, Душанбе, Ирфон, 1982;
- Колыбель Авиценны: Поэмы; Пер. с тадж., Москва, Сов. писатель, 1982;
- Стихи; Сокровищница братских литератур; Сост. Б.Степанюк, Киев, Дніпро, 1982;
- Голоса Сталинграда; перевод С.Жиенбаева, Алматы, 1982;
- Китобҳои захмин (Раненные книги), Душанбе, Маориф, 1983;
- Гаҳвораи Сино (Колыбель Авиценны): Достон; Матн ба забони русӣ ва тоҷикӣ; Душанбе, Ирфон, 1983;
- Избранное: Стихотворения и поэмы; Пер. с тадж., Москва, Худож. лит., 1984;
- Оташи ишқ (Огонь любви): Маҷмӯаи шеърҳо, Душанбе, Ирфон, 1985;
- Стихи; Перевод Н.Дабижа и др., Кишинёв, Лит. Артистикэ. 1985;
- Материнский лик: Стихи и поэмы, Душанбе, Ирфон, 1986;
- Сурӯши Сталинград (Голоса Сталинграда): Ҳуруфи форсӣ, Душанбе, Ирфон, 1987;
- Раненые книги: Стихи и поэмы; Перевод Агасафы, Баку, Язычи, 1988;
- Ситораи Исмат (Звезда Исмата): Достон: (Ба қаҳрамони Иттифоқи Советӣ Исмат Шариф), Душанбе, Адиб, 1990;
- Аз бесутун то кунун: Маҷмӯаи шеърҳо ва достонҳо, Душанбе, Адиб, 1993;
- Баргузидаи ашъори Муъмин Қаноат; Ҳуруфи форсӣ, Теҳрон, Интишороти байналмилалии «Алхудо», 1373 шамсӣ ҳиҷрӣ (1994);
- Ойинаи беғубори ман: Маҷмӯаи шеърҳо ва достонҳо, Душанбе, Хазинаи адабиёти Тоҷикистон, 2002;
- Классики мировой литературы, Мумин Каноат, Стихи. Поэмы; Издательский дом «Библиотека Олжаса», Алматы 2012;
- Тоҷикистон исми ман: Маҷмӯаи шеърҳо ва достонҳо, Душанбе, «ЭР-граф», 2013;
- Голоса Сталинграда. Память молодого поколения; «Издатель», Волгоград, 2013.
- Голос Сталинграда. Издательство Алтайского края, Барнаул,2014.
- «Ёддоштхо ва бардоштхо» (Воспоминания) Издательство «Бухара»,Душанбе,2012.
- «Ёддоштхо ва бардоштхо»(Книга воспоминания) Издательство «Кабул» Кабул,2020 г.
- Стихи -Киев 1968 г.
- Поемы-Киев-1975г.